# Mario Sports Superstars
Mario Sports Superstars is een computerspel ontwikkeld door Camelot Software Planning en uitgegeven door Nintendo voor de Nintendo 3DS. Het sportspel is uitgekomen in Europa op 10 maart 2017, in de VS op 24 maart 2017 en in Japan op 30 maart 2017.

## Gameplay
In het spel kan men vijf sporten beoefenen, dit zijn voetbal, honkbal, tennis, golf en paardenracen. Het spel bevat van elke sport de volledige versie, geen minispel. De speler kan ook deelnemen aan toernooien, en er is een functie voor lokale en online multiplayer.

## Ontvangst
Mario Sports Superstars ontving gemengde recensies. Men prees de toegankelijkheid van het spel, maar er was vooral kritiek op de matige speelervaring en het ontbreken van enige diepgang in het spel.
Op verzamelwebsite Metacritic heeft het spel een verzamelde score van 62%.